# Timi Max Elšnik
Timi Max Elšnik (Zlatoličje, 1998. április 29. –) szlovén válogatott labdarúgó, a szerb Crvena zvezda középpályása.

## Pályafutása

### Klubcsapatokban
Elšnik a szlovéniai Zlatoličje községben született. Az ifjúsági pályafutását a helyi Zlatoličje és az Aluminij csapatában kezdte, majd az angol Derby County akadémiájánál folytatta.
2016-ban mutatkozott be a Derby County felnőtt keretében, ám pályára egyszer sem lépett a klub színeiben. 2017 és 2019 között a Swindon Town, a Mansfield Town, illetve a Northampton Town csapatát erősítette kölcsönben. 2019 júliusától 2020 januárjáig klub nélküli játékos volt. 2020-ban a szlovén első osztályban szereplő Olimpija Ljubljana szerződtette. 2020. június 6-án, a Tabor Sežana elleni mérkőzésen debütált. Első gólját 2020. július 19-én, szintén a Tabor Sežana ellen szerezte meg. A 2022–23-as szezonban megnyerték a bajnokságot és a kupát is.
2024. július 29-én a szerb Crvena zvezdához igazolt. Először a 2024. augusztus 3-ai, Tekstilac Odžaci ellen idegenben 4–0-ás győzelemmel zárult bajnoki 54. percében, Guélor Kangát váltva lépett pályára, majd negyed órával később megszerezte első gólját is.

### A válogatottban
Elšnik az U17-es, az U19-es és az U21-es korosztályú válogatottakban is képviselte Szlovéniát.
2021-ben debütált a felnőtt válogatottban. Először a 2021. október 8-ai, Málta elleni VB-selejtezőn lépett pályára, Jasmin Kurtić cseréjeként. Első gólját 2024. március 26-án, Portugália ellen 2–0-ra megnyert barátságos mérkőzésen szerezte meg.

## Statisztika

### A válogatottban
| Válogatott | Év       | Pályára lépés | Gól |
| ---------- | -------- | ------------- | --- |
| Szlovénia  | 2021     | 1             | 0   |
| Szlovénia  | 2022     | 1             | 0   |
| Szlovénia  | 2023     | 8             | 0   |
| Szlovénia  | 2024     | 15            | 1   |
| Szlovénia  | 2025     | 2             | 0   |
| Összesen   | Összesen | 27            | 1   |

#### Góljai a válogatottban
| # | Időpont           | Helyszín                              | Ellenfél   | Gólok | Eredmény | Kiírás              |
| - | ----------------- | ------------------------------------- | ---------- | ----- | -------- | ------------------- |
| 1 | 2024. március 26. | Stožice Stadion, Ljubljana, Szlovénia | Portugália | 2–0   | 2–0      | Barátságos mérkőzés |

## Sikerei, díjai
Olimpija Ljubljana
- 1. SNL
  - Bajnok (1): 2022–23

- Szlovén Kupa
  - Győztes (2): 2020–21, 2022–23

 Crvena zvezda
- Serbian SuperLiga
  - Bajnok (1): 2024–25